# کریستن دالتون
کریستن دالتون (به انگلیسی: Kristen Dalton) (زاده ۱۳ دسامبر ۱۹۸۶) بازیگر، مدل و ملکه زیبایی آمریکایی است.
او در سال ۲۰۰۹ ملکه زیبایی ایالات متحده آمریکا شد.